# Precipitation (cheval)
Precipitation (1933 - 6 mars 1957) est un étalon de race Pur-sang. Bien qu'il ait réalisé une belle carrière en course, il est surtout connu pour être l'un des Pur-sang les plus influents sur l'élevage du cheval de sport, père de Furioso et ancêtre de Furioso II et Cor de la Bryère.

Avec l'étalon Fair Play (en) pour la branche américaine, il est le responsable du maintien de la lignée mâle de l'illustre étalon Matchem (1748).

## Carrière en courses
Precipitation n'a pas couru jusqu'à l'âge de trois ans du fait d'un problème au pied. Par la suite, il a été le vainqueur de six courses incluant l'Ascot Gold Cup en 1937, les courses King Edward VII Stakes (en), Gratwicke Stakes et Queen's Prize pour un total des gains atteignant 18 419 £.

## Origines
Sa mère Double Life est une jument du célèbre haras britannique, Someries Stud. Elle a remporté six courses pour un gain total de 5 647 £. Sa production s'est aussi distinguée en courses et dans l'élevage: Casanova (gagnant et père de gagnants), Persian Gulf et Doubleton deuxième mère de la célèbre championne Meld.
Son père Hurry On, invaincu sur six courses, est aussi le père de trois vainqueurs du Derby d'Epsom durant les années 1920.

## Descendance

Statue de Chamossaire, l'un des fils de Précipitation, à Newmarket

Précipitation a connu une glorieuse carrière comme reproducteur, produisant sept chevaux qui se sont distingués comme chevaux de courses ou comme chevaux de sport. Au cours de sa carrière débutée à l'âge de 5 ans, il a été parmi les principaux pères de gagnants en Angleterre avec, par exemple:
- Airborne (en) (gagnant du St. Leger Stakes et du Derby d'Epsom)
- Chamossaire (en) (gagnant du St. Leger Stakes)[5]
- Preciptic gagnant de 15 courses entre l'âge de 7 ans et jusqu'à sa mort à 22 ans.
- Supreme Court (en) dont le total des gains en course atteint 36 949 £. Sa paternité est toutefois douteuse puisque sa mère a été saillie, durant la même saison par Persian Gulf et Precipitation[4].
- Why Hurry (Epsom Oaks)
- Premonition (en) (gagnant du St Leger Stakes)
- Amber Flash[6]

Globalement, Precipitation est le père des gagnants de 431 courses soit un gain cumulé atteignant 269 675 £. Quant aux filles de Precipitation, elles ont produit les gagnants de 810 courses pour un gain total de 541 370 £.
Precipitation est bien connu pour sa production de chevaux de sport, dont le célèbre et influent Furioso.
Précipitation est mort le 6 mars 1957.